# Grasellenbach
Grasellenbach er en kommune i Kreis Bergstraße, i den tyske delstat Hessen. Grasellenbach ligger i de mittelgebirgeområdet Odenwald og Naturpark Bergstraße-Odenwald i en højde mellem 420 og 580 moh. Floderne Weschnitz, der er en biflod til Rhinen og Ulfenbach der løber i Neckar har deres udspring i kommunen.
- Wikimedia Commons har flere filer relateret til Grasellenbach